# Sedum vinicolor
Sedum vinicolor är en fetbladsväxtart som beskrevs av S. Wats.. Sedum vinicolor ingår i Fetknoppssläktet som ingår i familjen fetbladsväxter. Inga underarter finns listade i Catalogue of Life.